# Championnat d'Écosse de football 2002-2003
Navigation
Édition précédente Édition suivante
La 106e édition du championnat d'Écosse de football est remportée par le Rangers Football Club. C’est son 50e titre de champion. Les Rangers l’emportent avec le même nombre de points que le Celtic FC. Les deux clubs sont départagés à la différence de but, favorable aux Rangers. Le Heart of Midlothian complète le podium.
Le système de promotion/relégation reste en place : descente et montée automatique pour le dernier de première division et le premier de deuxième division : Motherwell FC termine à la dernière place et doit donc normalement descendre en deuxième division. Or Falkirk FC qui a terminé à la première place de la deuxième division  et qui doit en théorie monter dans l’élite ne remplit pas les critères économiques demandés par la Ligue écossaise pour jouer en D1. Motherwell garde donc sa place en Scottish Premier League sur tapis vert.
Avec 28 buts marqués en 38 matchs,  Henrik Larsson du Celtic Football Club remporte pour la quatrième fois le titre de meilleur buteur du championnat.

## Les clubs de l'édition 2002-2003
| \| Aberdeen FC Glasgow · Celtic - Rangers-Partick Thistle Dundee' · Dundee FC - Dundee United Édimbourg' · Hibernian - Hearts Motherwell FC Kilmarnock FC Dunfermline Athletic Livingston FC \| Localisation des clubs engagés dans le championnat. |
| Aberdeen FC Glasgow · Celtic - Rangers-Partick Thistle Dundee' · Dundee FC - Dundee United Édimbourg' · Hibernian - Hearts Motherwell FC Kilmarnock FC Dunfermline Athletic Livingston FC                                                           |

| Club                               | Ville       |
| ---------------------------------- | ----------- |
| Aberdeen Football Club             | Aberdeen    |
| Celtic Football Club               | Glasgow     |
| Dundee Football Club               | Dundee      |
| Dundee United Football Club        | Dundee      |
| Dunfermline Athletic Football Club | Dunfermline |
| Heart of Midlothian Football Club  | Édimbourg   |
| Hibernian Football Club            | Leith       |
| Kilmarnock Football Club           | Kilmarnock  |
| Livingston Football Club           | Livingston  |
| Motherwell Football Club           | Motherwell  |
| Partick Thistle Football Club      | Glasgow     |
| Rangers Football Club              | Glasgow     |

## Compétition

### Classement
Le classement est établi sur le barème de points classique (victoire à 3 points, match nul à 1, défaite à 0).
| Rang | Équipe               | Pts | J  | G  | N  | P  | Bp  | Bc | Diff |
| ---- | -------------------- | --- | -- | -- | -- | -- | --- | -- | ---- |
| 1    | Rangers FC C         | 97  | 38 | 31 | 4  | 3  | 101 | 28 | +73  |
| 2    | Celtic FC T          | 97  | 38 | 31 | 4  | 3  | 98  | 26 | +72  |
| 3    | Heart of Midlothian  | 63  | 38 | 18 | 9  | 11 | 57  | 51 | +6   |
| 4    | Kilmarnock FC        | 57  | 38 | 16 | 9  | 13 | 47  | 56 | -9   |
| 5    | Dunfermline Athletic | 46  | 38 | 13 | 7  | 18 | 54  | 71 | -17  |
| 6    | Dundee FC            | 44  | 38 | 10 | 14 | 14 | 50  | 60 | -10  |
| 7    | Hibernian FC         | 51  | 38 | 15 | 6  | 17 | 56  | 64 | -8   |
| 8    | Aberdeen FC          | 49  | 38 | 13 | 10 | 15 | 41  | 54 | -13  |
| 9    | Livingston FC        | 35  | 38 | 9  | 8  | 21 | 48  | 62 | -14  |
| 10   | Partick Thistle FC P | 35  | 38 | 8  | 11 | 19 | 37  | 58 | -21  |
| 11   | Dundee United        | 32  | 38 | 7  | 11 | 20 | 35  | 68 | -33  |
| 12   | Motherwell FC        | 28  | 38 | 7  | 7  | 24 | 45  | 71 | -26  |

| Légende : Qualifications et relégations | Légende : Qualifications et relégations                                        |
| --------------------------------------- | ------------------------------------------------------------------------------ |
|                                         | Ligue des champions 2003-2004                                                  |
|                                         | Ligue des champions 2003-2004, deuxième tour qualificatif                      |
|                                         | Coupe UEFA 2003-2004                                                           |
|                                         | Coupe Intertoto 2003                                                           |
|                                         | Relégation en deuxième division                                                |
|                                         | T : Tenant du titre C : Vainqueurs de la Coupe d'Écosse de football P : Promus |

### Les matchs
Pendant les 22 premiers matchs chaque équipe rencontre toutes les autres une fois à domicile, une fois à l’extérieur.
Pendant les matchs de 22 à 33, chaque équipe joue une fois contre toutes les autres équipes soit à la maison soit à l’extérieur (les matchs sont tirés au sort).  Cela signifie que entre la première et la trente-troisième journée, chaque équipe aura joué 3 fois contre les autres équipes (soit 1 fois à la maison et deux fois à l’extérieur, soit 2 fois à la maison et 1 fois à l’extérieur).
Lors des matchs 34 à 38, le championnat est scindé en deux groupes de 6 équipes. Les six premières se rencontrent entre elles une fois, soit à domicile soit à l’extérieur (à l’inverse des matches disputés entre la 22e et 33e journée). Les six dernières équipes font de même entre elles.

## Bilan de la saison
| Tableau d'honneur                |            |
| Compétition                      | Vainqueur  |
| Championnat d'Écosse de football | Rangers FC |
| Coupe d'Écosse de football       | Rangers FC |

| Promotions et relégations |       |
| Promus                    | Aucun |
| Relégués                  | Aucun |

## Statistiques

### Affluences
Voici la liste des affluences moyennes obtenues dans les stades des différentes équipes disputant le championnat : 
| Equipe               | Moyenne de spectateurs |
| -------------------- | ---------------------- |
| Celtic FC            | 57471                  |
| Rangers FC           | 48814                  |
| Heart of Midlothian  | 12057                  |
| Aberdeen FC          | 11774                  |
| Hibernian FC         | 10157                  |
| Dundee United        | 7665                   |
| Kilmarnock FC        | 7407                   |
| Dundee FC            | 7399                   |
| Livingston FC        | 6663                   |
| Dunfermline Athletic | 6124                   |
| Motherwell FC        | 6085                   |
| Partick Thistle FC   | 5657                   |

### Meilleur buteur
| Joueur          | buts | équipe               |
| --------------- | ---- | -------------------- |
| Henrik Larsson  | 28   | Celtic FC            |
| Stevie Crawford | 19   | Dunfermline Athletic |
| John Hartson    | 18   | Celtic FC            |